# Саари (бывший муниципалитет)
Са́ари (фин. Saari — «Остров») — бывший муниципалитет (кунта) провинции Южная Карелия в Финляндии. 1 января 2005 года Саари была присоединена к Париккале вместе с Уукуниеми, чтобы сформировать новый муниципалитет под названием Париккала. В 2004 году население муниципалитета составляло 1472 человека и площадь 183,08 км², из которых 15,7 км² были водоёмами. Плотность населения была 8,5673 жителей на квадратный километр. Центр бывшего муниципалитета был село Аконпохья (фин. Akonpohja), в непосредственной близости государственная дороги 6. Церковь Саари расположена на северо-восточном берегу озера Исо Раутъярви, примерно в восьми километрах от Аконпохья.
До упразднения муниципалитета соседними муниципалитетами Саари были Кесялахти, Париккала, Пункахарью и Уукуниеми. До передачи территории Советскому Союзу в 1940-х годах соседним муниципалитетам также входила Яаккима. Последним мэром перед упразднения муниципалитетов в Париккала был Альпо Косунен, который затем продолжил работу в качестве мэра Париккала.

## Территория и ландшафты
В условиях московского мира, который закончил Зимнюю войну в 1940 году, большая часть территории муниципалитета Саари оставалась в составе Финляндии, но небольшая часть (29,9 км²) была включена в территории, переданные Советскому Союзу. Эти земли были полностью захвачены Финляндией в начале война-продолжения в 1941 году, но согласно московскому соглашению о прекращении огня, положившему конец войне в 1944 году, финские войска должны были отойти к границе, утверждённой в 1940 году.
Сельскохозяйственний муниципалитет Саари находилось в центре Салпаусселки и характеризовалось хребтами, холмами и озёрами. Северо-западный угол муниципалитета простирался до Второй Салпаусселкя, но Первая Салпаусселкя проходит Саари с российской стороны, в 7-8 километрах от государственной границы. Сельскохозяйственные угодья были приобретены в муниципалитете уже в XIX веке путём рубки озера. Работа потребовала много земляных работ, которые выполнялись главным образом вручную — в память об этом под тремя серебряными листьями клевера на гербе муниципалитета появилась серебряная деревянная лопата.
Самые большие озера в Саари — Исо Раутъярви и Пиени Раутъярви, которые, несмотря на их названия, имеют почти одинаковый размер. Первый спускается со своего северо-западного края в озеро Симпелеярви, последний спускается в озеро Юла-Тюрьянъярви на границе с Россией, далее через территорию России до Тюрянъярви и, наконец, до Симпелярви. Небольшая полоса от восточного берега озера Симпелеярви принадлежала муниципалитету Саари.

## История
Некоторые объекты каменного века были обнаружены в Саари, но никаких объектов бронзового или железного века вероятнее всего не существует. Нынешнее поселение является результатом карельской оккупации; новые поселенцы перебрались туда в средние века, в основном из погостов Кякисалми, позже из Ряйсяля и Куркийоки. В мире Пяхкинасаари в 1323 году регион Саари была присоединена к Россию, что сделало её частью неспокойного пограничного региона.
Во время 25-летней войны регион Саари неоднократно разрушался как шведскими, так и русскими войсками. Одна из пограничных постах Тайссинского мира в 1595 году была возведена в Тетрисуо. Сражения начала следующего столетия закончились в 1617 году к Столбовому миру, когда Кексгольмский лен и тоже Саари были присоединены к Королевству Швеции. Новый власть начал без колебаний прививать новую религию населению, и Париккала была сформирована независимом приходом, к которому также принадлежал Саари. Под Ништадтским мирным договором, который закончил Великое лихолетье в 1721 году, регион был присоединён к Российской империи и стал частью так называемой Старая Финляндия.
В 1919 году в село Хонькакюля было проведено муниципальное собрание, в результате которого правительство Финляндии приняло решение о создании независимого прихода Саари в следующем году. Решение вступило в силу в 1928 году, когда муниципалитет Саари также был разделён от Париккалы. В условиях московского мира, который закончил Зимнюю войну в марте 1940 года, часть муниципалитета осталась на территории, переданной Советскому Союзу. После начала война-продолжения в июне 1941 года Саари стал зоной военных действий, и часть населения муниципалитета была эвакуирована в Ханкасалми в Центральной Финляндии, откуда можно было вернуться в конце лета того же года. В сентябре 1944 года Московском перемирием было подтверждена возврат к границам 1940 года.
Саари был сельскохозяйственном муниципалитетом, и в 1950-х годах в муниципалитете все ещё практиковались ремесленные профессии, в том числе изготовление конных саней. Территория муниципалитета не была электрифицирована до конца 1940-х годов. За исключением нескольких мельниц и лесопилки, в муниципалитете вообще не было промышленных предприятий. Сила первичного производства была отражена в резком сокращении населения в 1960-х годах. В 1950 году население Саари составляло 3834 человека и в 1960 году — ещё 3512 человек, а в 1970 году — только 2864 человека. В 1985 году в муниципалитете проживало 2031 человек.
Муниципалитет Саари перешёл на новую систему средних школ в начале осеннего семестра в 1975 году, когда была ликвидирована средняя школа старой системы, действующая в Аконпохье. В муниципалитете осталась только одна начальная школа с 1 до 6 класса. Ближайшая средняя школа с 7 до 9 класса (фин. yläkoulu) и гимназия (фин. lukio) тогда работали в Париккале.

## Деревни
Йоэнсуу, Кесусмаа, Кирьявала, Майрониеми, Микколанниеми, Расваниеми, Сааренкюля, Тарнала, Хонкакюля.

## Транспорт
Государственная дорога 6 и Карельская железная дорога пролегают через мулиципалитета. Железнодорожная дорога через Саари была построена 1966 года, когда для движения транспорта был открыт новый участок карельской линии от Париккала до старой линии в Онкамо в Тохмаярви. Саари получила собственную железнодорожную станцию, когда её была открыта в начале июня 1969 года, но станция была закрыта в начале июня 2005 года из-за слишком малого количества пассажиров.

## Расстояния от Саари
- Иматра 80 км
- Лаппеэнранта 117 км
- Йоэнсуу 117 км
- Савонлинна 68 км

## Достопримечательности
В Саари была собственная железнодорожная станция, которая была упразднена в связи с малом количеством пассажиров в 2005 году. Кирпичная церковь Саари была построена в 1934 году (архитехтор Илмари Лаунис) и имеет одну из самых больших алтарей в Финляндии. В Саари также есть Музей торговли Хонкакиля и эрратические валуны (Mykkiin kivet), канал Кирьявала и высокая смотровая башня в Вааранмяки. Школа в Микколанниеми проводят ежегодно самые маленькие в мире рождественские ярмарки на Рождество. Из хижины Микколанниеми открывается великолепный вид на Пиени Раутъярви.

## Традиции кухни
В 1980-х были названы традиционными блюдами Саари суп из свиньи (sikasoppa), ячменная каша (ohrapuuro), черничный суп (mustikkakeitto), также блинчики из запечённых ячменных круп и жаренных листов капусты (lehikäiset).

## Знаменитые жители и воспитанники Саари
- Алексантери Аава, поэт
- Йорма Хярькёнен, бронзовый призёр на 800 м в Чемпионате Европы по лёгкой атлетике 1982-м году
- Олави Литманен, футболист и папа самого лучшего финского футболиста Яри Литманена
- Суви Микконен, тхэквондистка, бронзовая призёрка Чемпионата Европы по тхэквондо в Баку (2014)
- Антти Неувонен, скульптор памятника Дети Мира, который находиться в Москве
- Элиса Неувонен, спортсменка по спортивной ходьбе
- Сами Партанен, спортсмен спорта «песяпалло»
- Тимо Пекканен, профессор и ветеринар
- Туомо Пекканен, профессор и лингвист
- Хилкка Валкеапяя, писатель